# Porth-y-Rhaw

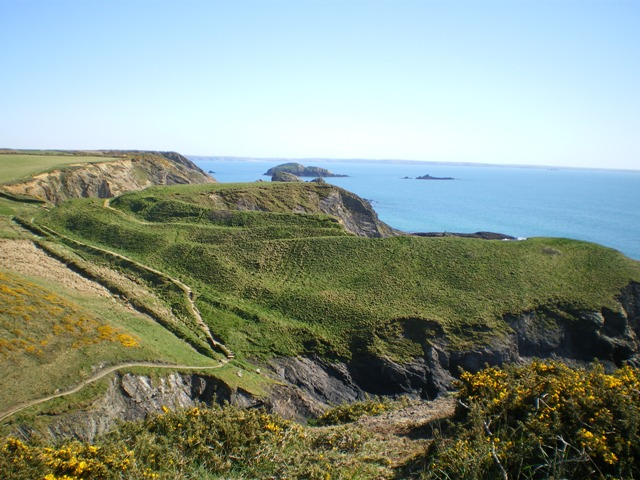
Porth-y-Rhaw Promontory Fort

Porth-y-Rhaw ist ein eisenzeitliches Promontory Fort, südlich von Nine Wells, östlich von St. Davids in Pembrokeshire in Wales. Diese Befestigungen liegen meist an der Küste und werden auch als Cap-, Cliff- oder Coastalfort (deutsch: Kap-, Klippen- oder Küstenfort) bezeichnet.
Das spitz endende Promontory Fort liegt hoch über der See auf einer Landzunge mit Blick auf die Porth-y-Rhaw-Bucht. Ausgrabungen eines Teiles der Anlage in den späten 1990er Jahren zeigten, dass der Platz vom 1. bis zum 4. Jahrhundert n. Chr. genutzt wurde und hier eine Eisen-, Bronze- (Ofen- und Tiegelfragmente) und Glasverarbeitung stattfand. Sterbliche Überreste wurden in acht Rundhütten gefunden.
Die Keramik besteht aus Scherben schwarzer polierter Terra Sigillata aus Gallien und aus Reibschalen. Verschiedenfarbige Glasperlen deuten auf Perlenherstellung. Belege für eine ältere Nutzungsphase des Forts wurden nicht gefunden.
In der Nähe liegt die Ruine der Porth y Rhaw Corn mill. Der Pembrokeshire Coast Path (Küstenpfad) führt an den Plätzen vorbei.